# Jardín botánico de la universidad de Rennes
El Jardín botánico de la universidad de Rennes, en francés Jardin botanique de l'Université de Rennes, es un jardín botánico administrado por la Facultad de Ciencias de la Universidad de  Rennes 1, en Rennes, Francia.
El código de identificación del Jardin botanique de l'Université de Rennes como  miembro del "Botanic Gardens Conservation Internacional" (BGCI), así como las siglas de su herbario es REN.

## Localización
Jardin Botanique de l'Universite de Rennes Faculte des Sciences, Avenue du General Leclerc, F-35031 Rennes, département du Ille-et-Vilaine, Bretagne, France-Francia.
Planos y vistas satelitales, 48°07′04″N 1°38′24″O / 48.11778, -1.64000
Está abierto para la investigación y conservación, visitable por el público previa solicitud.

## Historia
A principios del siglo XX, las colecciones de plantas se encontraban dispersas por diferentes puntos de Rennes, con un invernadero botánico en la calle "De Robien" y un invernadero para la biología experimental en la plaza Pasteur.
Cuando la facultad de ciencias se trasladó al campus de Beaulieu en la década de 1960, los invernaderos fueron establecidos en su campus.

## Colecciones
El jardín botánico alberga:
- Invernaderos, localizados en el campus universitario de  Beaulieu. Actualmente, contienen tres salas (templada, caliente y árida, caliente y húmeda) que se utilizan sobre todo para la enseñanza y la investigación genética.
- Herbario, con unos 300,000 especímenes; lo pueden consultar los investigadores que lo soliciten, pero no es accesible al público en general.
- Modelos de plantas en madera del museo de Berlín en compensación por los daños causados durante la Segunda Guerra Mundial. Diseñados para la instrucción botánica, son también unas notables obras de arte.